# Copidosomyia ambiguous
Copidosomyia ambiguous är en stekelart som först beskrevs av Subba Rao 1979.  Copidosomyia ambiguous ingår i släktet Copidosomyia och familjen sköldlussteklar. Inga underarter finns listade i Catalogue of Life.